# Emilio Giassetti
Emilio Giassetti , né le 11 février 1906 à Trieste, en Littoral autrichien, et mort le 4 juillet 1957 à Carisio, est un ancien joueur italien de basket-ball.

## Palmarès
- Champion d'Italie 1930, 1932, 1934, 1936, 1937
- Finaliste du championnat d'Europe 1937